# クルト・エルショット
クルト・エルショット（Kurt Elshot, 1977年7月3日- ）は、スリナム・パラマリボ出身のサッカー選手。ポジションはディフェンダー。

## 来歴
スリナムの首都パラマリボに生まれ、幼少の頃にオランダ南部の都市シッタート・ヘレーンに移住した。6歳の頃にフローニンゲンに移り、地元のSCフロニタスというアマチュアクラブでサッカーを始めた。その後FCフローニンゲンと提携しているGVAVラピディタスに移った。1995年にはFCフローニンゲンに移籍し、数年後トップチームに昇格した。
1996年3月31日に行われたFCユトレヒト戦の後半25分、右サイドバックとして出場していたマティアス・フローレンとの交代でプロデビュー。FCフローニンゲンではリーグ戦通算243試合に出場し4得点を挙げた。
2005年3月22日にNACブレダと5年契約を交わすが、契約満了した2010年にクラブの経済的なトラブルでクラブを退団した。

## 人物
2010年8月2日、エスクァイアが最もファッショナブルなエールディヴィジの選手に贈る「Most Fashionable Footballer 2010」を受賞した。